# Eparchie kanašská
Eparchie Kanaš je eparchie ruské pravoslavné církve nacházející se v Rusku.

## Území a titul biskupa
Zahrnuje správní hranice území Kanašského, Kozlovského, Komsomolského, Krasnoarmejského, Urmarského, Jalčikského a Jantikovského rajónu Čuvašské republiky.
Eparchiálnímu biskupovi náleží titul biskup kanašský a belovolžský.

## Historie
Eparchie byla zřízena rozhodnutím Svatého synodu dne 4. října 2012 oddělením území z čeboksarské eparchie. Stala se součástí nově vzniklé čuvašské metropole.
Prvním eparchiálním biskupem se stal biskup alatyrský a vikář čeboksarské eparchie Stefan (Gordějev).

## Seznam biskupů
- od 2012 Stefan (Gordějev)